# Arquitectura de las iglesias de madera en Ucrania

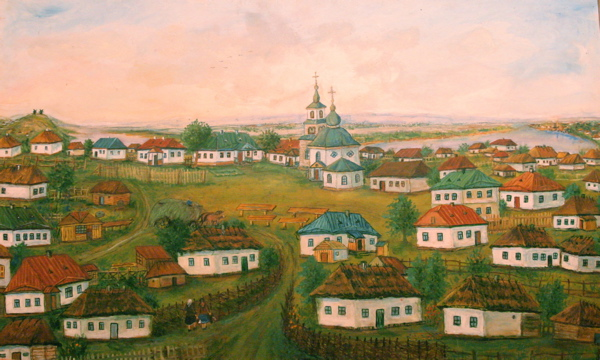
Vista del pueblo de Trypillia del y su iglesia de madera, antes de la represa del río Dniéper (Museo Arqueológico Regional).

La arquitectura de las iglesias de madera en Ucrania se remonta a los inicios del cristianismo en la zona y comprende un conjunto de estilos y formas únicos, específicos de muchas subregiones del país. Como forma de cultura vernácula, la construcción de las iglesias en estilos específicos se transmite a las generaciones posteriores. Los estilos arquitectónicos varían desde los más sencillos hasta los más complicados, que implican un alto grado de carpintería y artesanía en madera.
Aparte de las tserkvas (iglesias greco-católicas u ortodoxas orientales), hay bastantes kosciols (iglesias latinas católicas) que se conservan en el oeste de Ucrania. Algunas de estas iglesias siguen en activo.

## Visión general
A finales de 2010 se habían identificado casi 1.900 iglesias de madera en Ucrania. Cuando los ucranianos emigraron al Nuevo Mundo a finales del siglo XIX, muchos utilizaron estas formas estilísticas pero adaptaron su construcción a los nuevos materiales y a las nuevas condiciones ambientales (véase, por ejemplo, la catedral de la Santísima Trinidad de Chicago, Illinois). Según el director de la Galería Municipal de Arte de Leópolis, Borys Voznytsky, la situación actual de la conservación de las iglesias singulares de Ucrania es extremadamente difícil. En Ucrania occidental se quemaron menos iglesias durante la época soviética que las que se han quemado en el periodo postsoviético.

## Iglesias de madera de Ucrania central y oriental

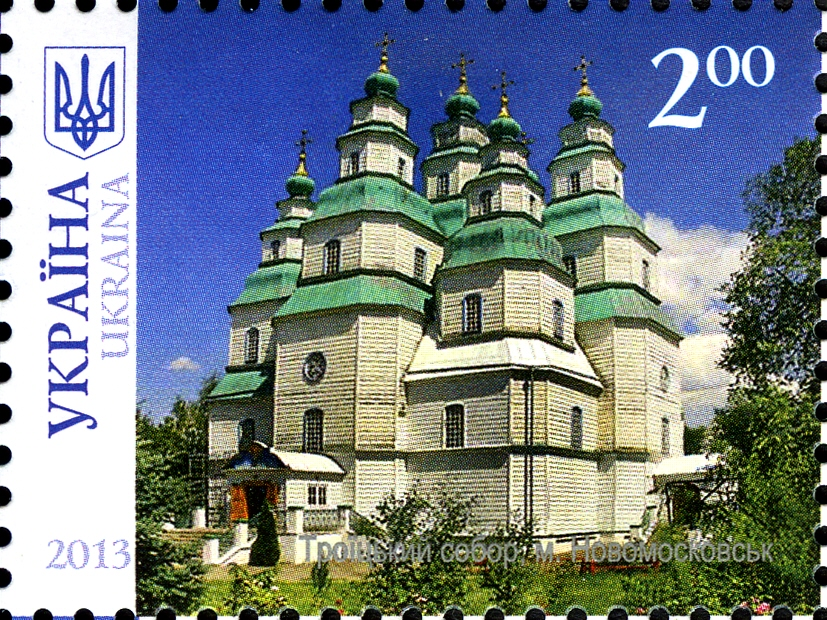
Iglesia del monasterio de la Santísima Trinidad en Novomoskovsk, sureste de Ucrania

La arquitectura eclesiástica de madera de Ucrania central y oriental hunde sus raíces en el primer milenio de cristianismo en Ucrania, desde la época de Vladimir el Grande (Gran Príncipe de Kiev de 980 a 1015). Mientras que las iglesias de mampostería prevalecían en las zonas urbanas, la arquitectura eclesiástica de madera continuó principalmente en los pueblos ucranianos del centro y el este de Ucrania. A diferencia de la Ucrania occidental, no existe una clara separación de estilos en función de la región. Las iglesias de Ucrania central son similares a las iglesias de mampostería de varias cámaras de la Rus de Kiev, pero están construidas en madera. También están representados los estilos de construcción con marco y sin clavos.

## Iglesias de madera del oeste de Ucrania

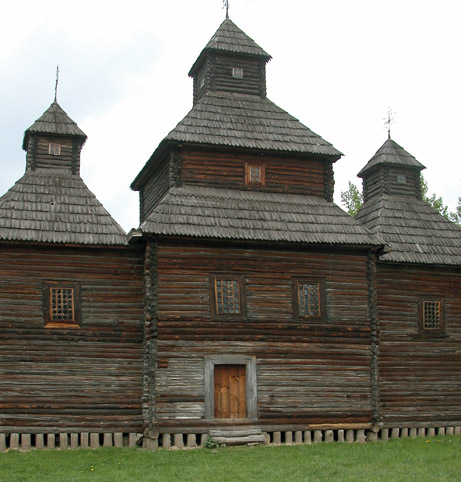
Iglesia de madera en el Museo Pyrohiv, Ucrania central

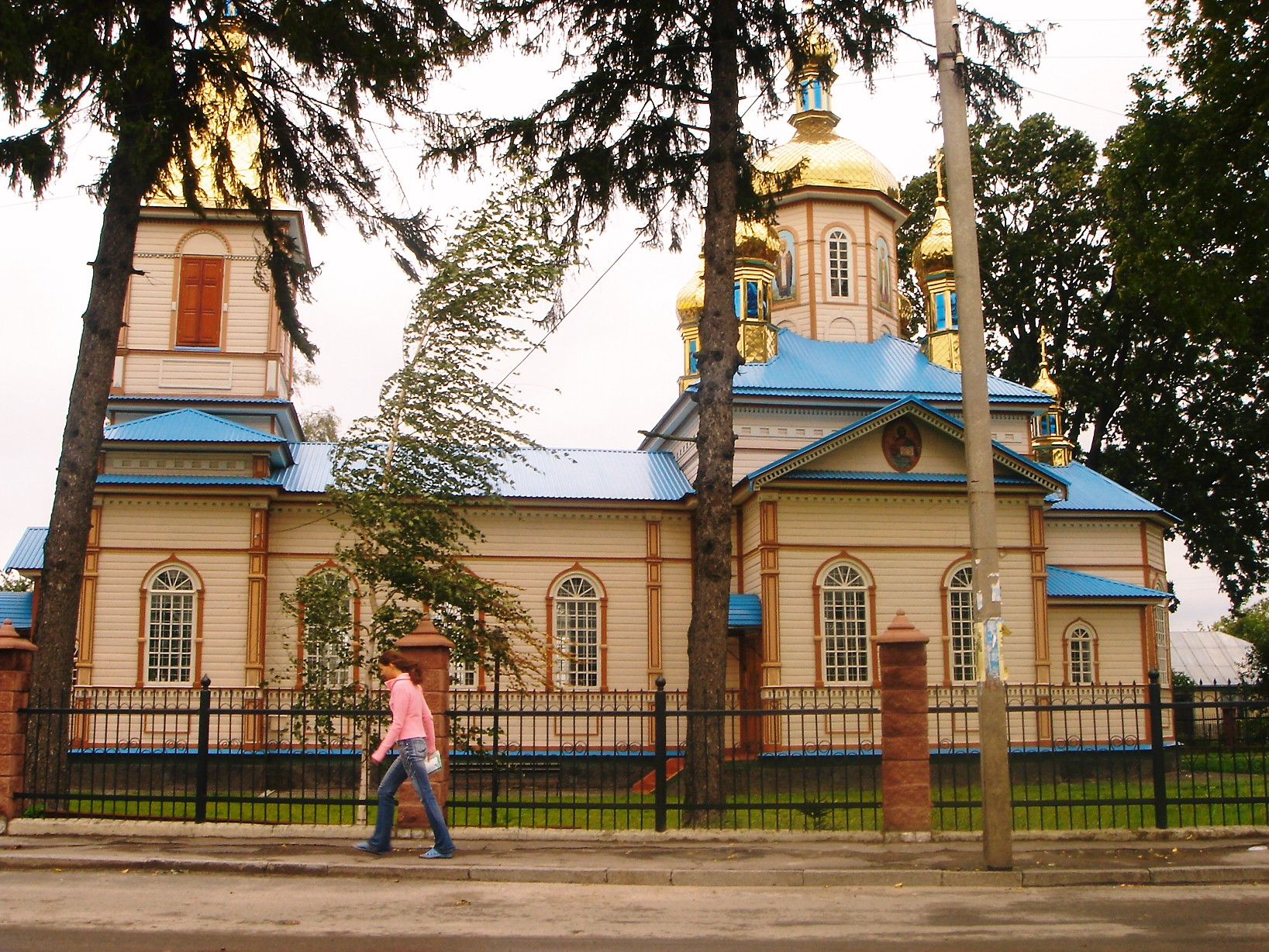
Tserkva de madera cerca de Rivne, Ucrania occidental

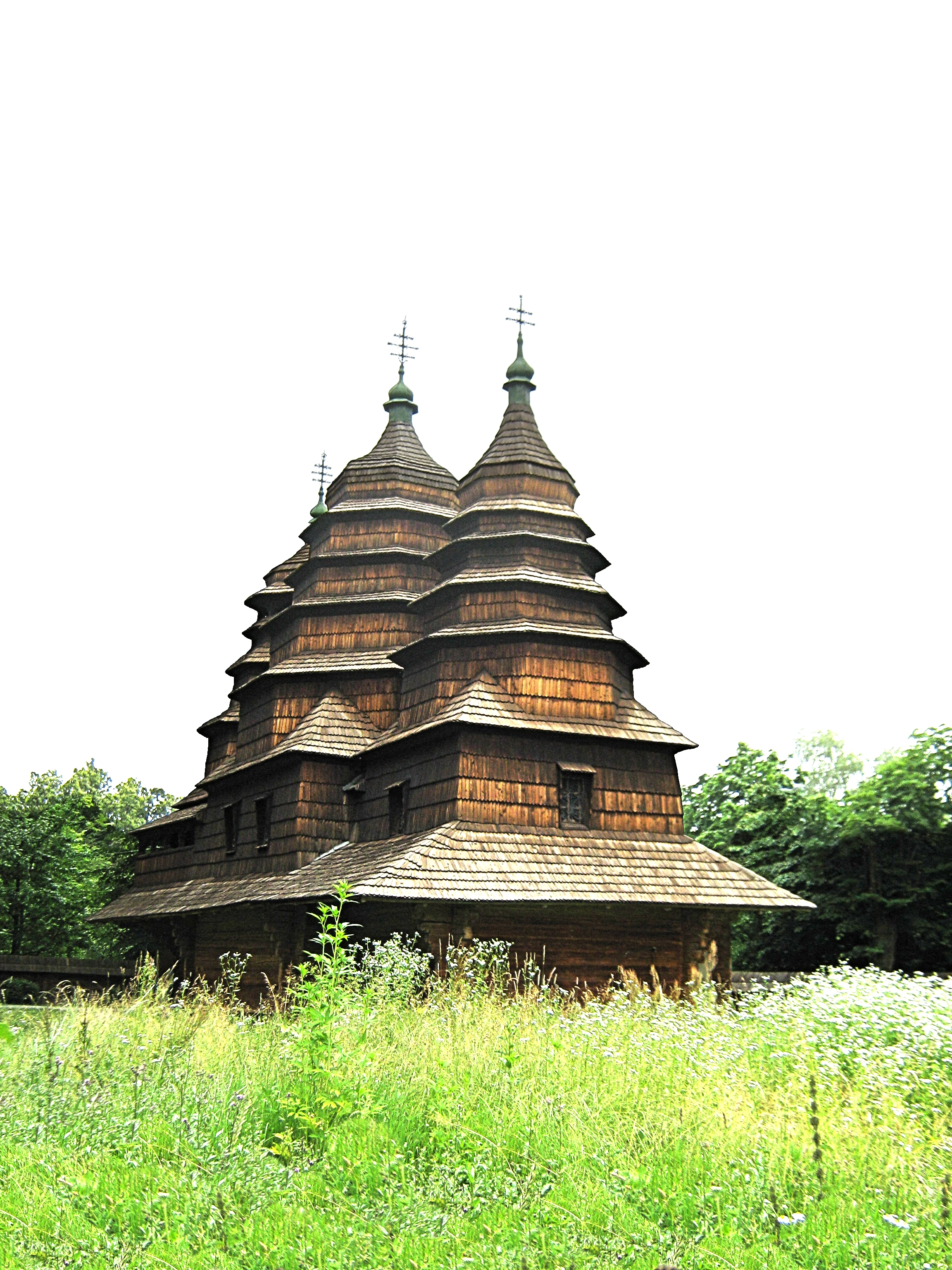
Iglesia Kryvka en Lviv, Ucrania occidental

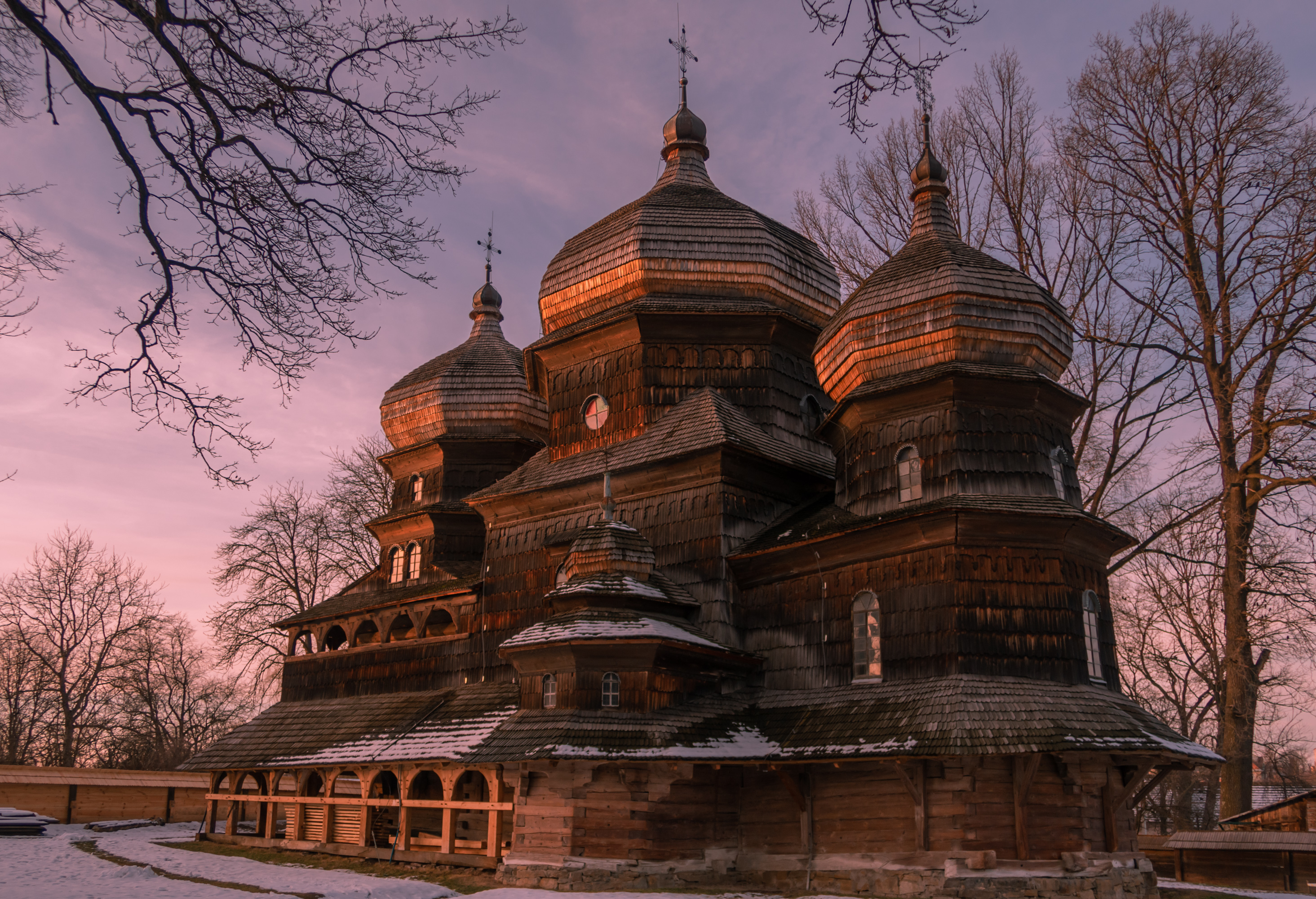
Iglesia de San Jorge en Drohobych, Ucrania occidental

Las culturas campesinas relativamente aisladas de Ucrania occidental y transcarpática pudieron mantener la construcción hasta principios del siglo XX en estilos de madera. Muchas regiones etnográficas mantuvieron estilos específicos de arquitectura alineados con sus diferencias culturales, ambientales e históricas.
Son comunes a todas las regiones, de alguna manera, dos técnicas de techado: la opasannia, la estructura de soporte del tejado formada por troncos que sobresalen de las esquinas superiores de los muros de troncos, y la pidashshia, un estilo que utiliza los soportes de la opasannia, pero que extiende el tejado lo suficiente como para formar un voladizo continuo del tejado alrededor del perímetro de la iglesia.
Sólo en la región de Lviv hay 999 iglesias registradas como monumentos arquitectónicos - 398 de ellas de importancia nacional -, pero sólo 16 de esas mil iglesias tienen sistemas de alarma contra incendios. Durante la era postsoviética, la región de Lviv ya ha perdido unas 80 iglesias en incendios. En 2009, el gobierno de la región concedió unos 2 millones de grivnas para financiar proyectos de restauración de las iglesias.
Bucovina
La iglesia tradicional de Bukovia tiene un tejado alto a dos aguas, pero a menudo termina en un tejado a dos aguas sobre el santuario poligonal. El tejado presenta opasannia y estaba cubierto de tejas de madera. La estructura solía construirse con troncos, pero a menudo se cubría con arcilla y se encalaba, de forma similar a las casas de estilo bukoviano.
Lemko
Las iglesias de Lemko usaban con mayor frecuencia un diseño de tres secciones con techos a dos aguas muy altos y una torre en cada sección, siendo la torre sobre la entrada la más alta. Encima de cada torre hay una aguja, que se asemeja a una aguja gótica, aunque construida en estilo ucraniano.
Hutsul
Las iglesias de Hutsul con mayor frecuencia eran estructuras cruciformes de 5 secciones, que usaban troncos de abeto para formar paredes con arcadas de tipo opasannia. La cúpula central tiene una forma octaédrica con un techo a dos aguas, en lugar de una cúpula en forma de cebolla. También es exclusivo de las iglesias de Hutsul el uso de hojalata o metalistería en las partes superiores de la iglesia, que también se utilizan en la arquitectura hogareña de la región.
Boyko
Las iglesias boyko se definen por su diseño de tres secciones, siendo la nave central la más grande. El tejado intrincado, de varios niveles y de tejas es el factor más distintivo en el diseño de la iglesia de la región de Boyko. Las estructuras utilizaron las técnicas más tradicionales, tanto con paredes sin marco como con techos sin vigas, así como con opasannia y piddashshia.
Ternopil
Los estilos de construcción de Ternopil se consideran una mezcla de los estilos de los Cárpatos y de Kiev. Prevalecen dos estilos: El estilo de nave de Ternopil y el estilo cruciforme de Ternopil. El estilo de nave utiliza una forma rectangular larga con tejado a dos aguas en los extremos opuestos con una pequeña cúpula de cebolla decorativa, a menudo no visible desde el interior de la iglesia. El estilo cruciforme utiliza un patrón cruciforme equidistante con una cúpula de cebolla estructural central y un tejado a dos aguas sobre cada sección cruciforme. Aunque se construye en madera en los pueblos, este estilo utiliza a menudo la mampostería en las zonas urbanas.

## Lista de iglesias de madera en Ucrania

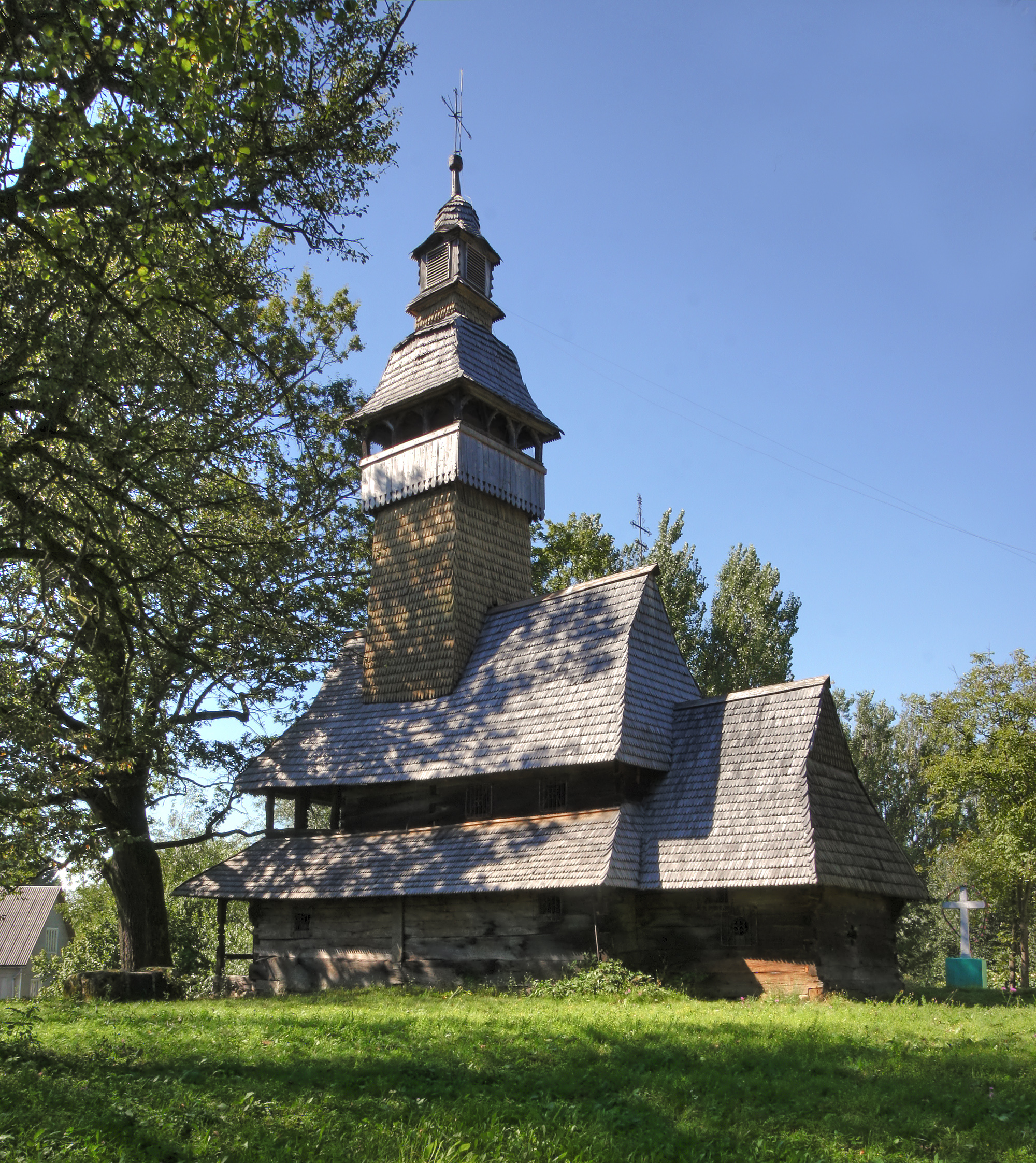
Iglesia en Kolodne, Ucrania Transcarpacia

- Apşiţa (Voditsa en ucraniano, Kisapsa en húngaro)
- Apşa de Mijloc, Susani (Sredneye Vodyanoye en ucraniano, Középapsa en húngaro)
- Apşa de Mijloc, Josani
- Apşa din Jos, Părău (Verkhnye Vodyane en ucraniano, Alsóapsa en húngaro)
- Danylovo (Dănileşti en rumano, Husztsófalva en húngaro)
- Dulovo (Duleni en rumano, Dulfalva en húngaro)
- Ganychi (Găneşti en rumano, Gánya en húngaro)
- Iglesia de la Santísima Trinidad, Zhovkva
- Kobyletska Poliana (Poiana Cobilei en rumano y Gyertyánliget en húngaro)
- Kolodne (Darva en rumano y húngaro)
- Krainykovo (anteriormente Steblivka entre 19120-1938 y 1945-1946, Mihálka en húngaro, Crainiceni en rumano)
- Neresnytsia (Nereşniţa en rumano, Nyéresháza en húngaro)
- Nyzhnie Selyshche (Săliştea de Jos en rumano, Alsószelistye en húngaro)
- Olexandrivka (Sândreni en rumano, Sándorfalva en húngaro)
- Ruska Pole I (Domneştii Mari en rumano, Úrmező en húngaro)
- Polo Ruska II
- Sokyrnytsya (Săclânţa en rumano, Szeklencze en húngaro)
- Steblivka (Duboşari en rumano, Száldobos en húngaro)
- Ternovo (Târnova en rumano, Kökényes en húngaro)

## Lista de iglesias de madera en el Óblast de Zakarpatia

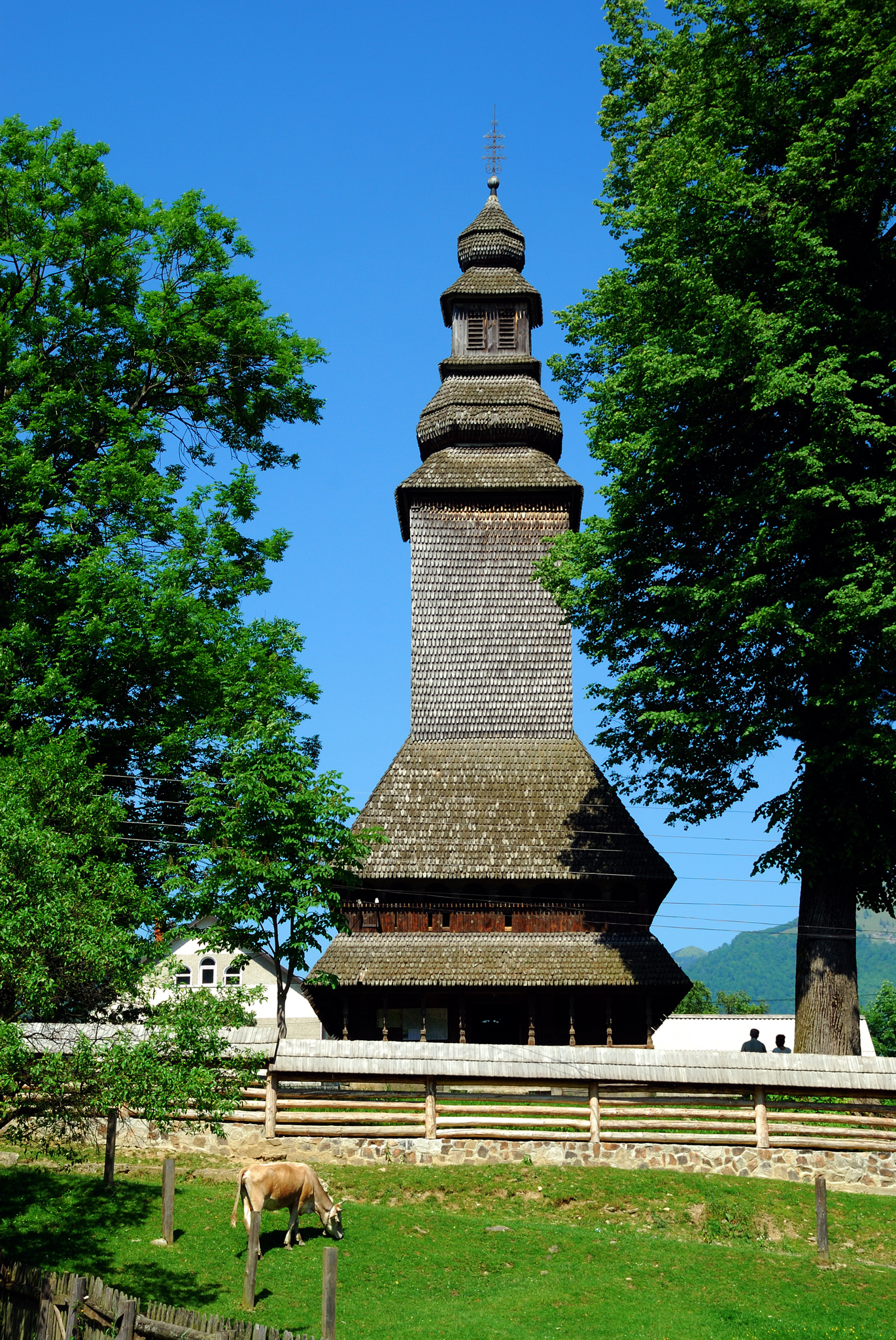
Kolochava, Iglesia greco-católica, Ucrania Transcarpacia

- Iglesias de Sredne Vodyane
- Iglesia Verkhnye Vodyane
- Iglesia de Danylovo
- Iglesia de Kolodne
- Iglesia Krainykovo
- Iglesia Nyzhnie Selyshche
- Iglesia de Olexandrivka
- Iglesia Sokyrnytsya
- Iglesia Steblivka